# Vũ Quang (thị trấn)
Vũ Quang là thị trấn huyện lỵ của huyện Vũ Quang, tỉnh Hà Tĩnh, Việt Nam.

## Địa lý
Thị trấn Vũ Quang có vị trí địa lý:
- Phía đông giáp xã Hương Minh
- Phía tây giáp xã Thọ Điền
- Phía nam giáp xã Quang Thọ
- Phía bắc giáp các xã Đức Lĩnh, Đức Bồng và Thọ Điền

Thị trấn Vũ Quang có diện tích 37,86 km², dân số năm 2003 là 2.449 người, mật độ dân số đạt 65 người/km².

## Lịch sử
Phần lớn địa bàn thị trấn Vũ Quang trước đây là xã Hương Đại thuộc huyện Hương Khê.
Ngày 4 tháng 8 năm 2000, Chính phủ ban hành Nghị định số 27/2000/NĐ-CP. Theo đó, xã Hương Đại chuyển sang trực thuộc huyện Vũ Quang mới thành lập.
Ngày 3 tháng 10 năm 2003, Chính phủ ban hành Nghị định số 112/2003/NĐ-CP. Theo đó, thành lập thị trấn Vũ Quang - thị trấn huyện lỵ huyện Vũ Quang trên cơ sở toàn bộ diện tích tự nhiên và dân số của xã Hương Đại; 103 ha diện tích tự nhiên và 373 nhân khẩu của xã Hương Minh; 159 ha diện tích tự nhiên và 282 nhân khẩu của xã Đức Bồng.
Sau khi thành lập, thị trấn Vũ Quang có 3.786 ha diện tích tự nhiên, dân số là 2.449 người.